# Rostki (Ostrołęka)
Pour les articles homonymes, voir Rostki.
Rostki (prononciation : [ˈrɔstki]) est un village polonais de la gmina de Troszyn dans le powiat d'Ostrołęka de la voïvodie de Mazovie dans le centre-est de la Pologne.
Il se situe à environ 4 kilomètres au sud de Troszyn (siège de la gmina), 15 kilomètres au sud-est d'Ostrołęka (siège du powiat) et à 101 kilomètres au nord-est de Varsovie (capitale de la Pologne).
Le village compte approximativement une population de 60 habitants en 2007.

## Histoire
De 1975 à 1998, le village appartenait administrativement à la voïvodie d'Ostrołęka.